# Бумборамбия
 Бумборамбия  — фестиваль уличных театров России и стран СНГ. Проходил с 1994 по 2005 годы в городе Кузнецке. Организатор фестиваля режиссёр театра-студии «Бум!» и продюсер из Кузнецка А. Н. Калашников.

## История фестиваля
- 1994 — «Бумборамбия-1». Фестиваль детских и юношеских любительских театров страны.
- 1998 — «Бумборамбия-2». Фестиваль молодёжных театров «Московские каникулы».
- 2000 — «Бумборамбия-3». Международный фестиваль уличных, площадных театров стран СНГ и Балтии. Проходил в городе Кузнецк.
- 2001 — «Бумборамбия-4». Фестиваль одного театра «Бум!» с гастролями по Пензенской области.
- 2003 — «Бумборамбия-5». Российский фестиваль театров пластики, движения, современной и классической хореографии. Проходил в городе Кузнецк.
- 2005 — «Бумборамбия-6». Международный фестиваль уличных, площадных театров стран СНГ и Балтии.

## Бумборамбия-1
Фестиваль любительских театров России проходил в Кузнецке с 5 по 12 декабря 1994 года.
В фестивале приняли участие:
- «Класс-Центр» музыкально-драматического искусства, Москва — спектакль «Эники-Беники»;
- Музыкальный театр юного актёра, Москва — мюзикл «Оливер!», Лайонел Барт; спектакль «Вечер русских классических романсов» Л.Целовальникова;
- Театр-школа «Пиано», Нижний Новгород — спектакль «Холодный ветер — Тёплый ветер…», В. Чикишев;
- Саратовская государственная консерватория имени Л. В. Собинова, учебный театр 5 курса отделения актёров пластической драмы театрального факультета — спектакль «Отлучённые от цирка» А. Дегтярёв; «Любовь к трём апельсинам»;
- Пермский муниципальный театр «У моста» — спектакли «Панночка», Н. Садур; «Женитьба», Н. Гоголь
- Театр «Донская вольница», Ростов-на-Дону — спектакли «Три сестры», А. П. Чехов; «Гуляй да пой, станичники»; «Казачий Париж»;
- Театр «Самарская площадь», Самара — спектакли «Ночь на Ивана Купала» Е.Дробышев; «Эх, Волга, колыбель моя…»;
- Арт-школа «Бэрикэби», Тбилиси — «Маленький принц», Антуан де Сент-Экзюпери;
- Муниципальный театр-студия «Бум!», Кузнецк — спектакль «Свадьба», А. П. Чехов.

Почётные жюри фестиваля:
- Моника Василеу (председатель) — актриса театра и кино, профессор шведской национальной академии театра, Кипр;
- Алла Зорина — ответственный секретарь Российского центра АИТА;
- Сергей Казарновский — президент Ассоциации, где играют дети;
- Алёна Карась — старший преподаватель Российской театральной Академии;
- Марьяна Корбина — ведущий специалист СТД России;
- Григорий Остер — детский писатель;
- Виктор Рыжаков — режиссёр Московского театра юного зрителя;
- Инесса Сидорина — заслуженный работник культуры Российской Федерации;
- Мирослав Славик — режиссёр, Чехия;
- Лариса Солнцева — профессор Российского института искусствознания;
- Себастьян Фишер — режиссёр, Швейцария.

## Бумборамбия-2
Фестиваль молодёжных театров Москвы «Бумборамбия-2» или «Московские каникулы» прошёл в Кузнецке с 23 по 29 марта 1998 года.
Театры, принявшие участие в фестивале:
- молодёжный театр «Бум!», (Кузнецк) — народный лубок «Не считай рубли — считай песенки» по пьесе М. Бартенева «Про Иванушку-дурачка»; «Смертельный номер», О. Антонов;
- «Класс-Центр» музыкально-драматического искусства, Москва — спектакль «В джазе только де…»;
- Детский музыкальный театр юного актёра, Москва — спектакль «Фантазии на темы Дунаевского»; мюзикл «В детской»;
- Учебный театр Российской Академии театрального искусства (ГИТИС), Москва — спектакль «Фантазии на темы Дунаевского»; мюзикл «В детской»;
- Студенческий театр МГУ, Москва — «Кабаре-03», Е. И. Славутин;
- Театр «Охочих комедиантов», Москва — «Золушка»;
- Театр «Да́ли», Москва — «Заколдованное царство», «Интермеццо»;
- Театр «Предел», Москва — «Чудная баба», В. Дель;
- Музыкальный театр «Три-тон», Москва — «Трёхгрошовая опера», И. Франц;
- Театр «Особняк», Санкт-Петербург — «Истребитель, или Божьи козявки», В. Михельсон;
- «Московский брасс-квинтет» имени Т. А. Докшицера.

Мастер-классы давали заведующий кафедрой пластического искусства Высшего Театрального Училища имени Щукина А. Б. Дрознин и кандидат искусствоведения Е. В. Маркова.
Почётными гостями фестиваля стали:
- Э. А. Памфилова — председатель Общероссийского Движения «За здоровую Россию»;
- М. Е. Швыдкой — главный редактор телеканала «Культура»;
- Ю. В. Гафуров — начальник управления Министерства России, литературный критик;
- М. Ю. Корбина — главный специалист Союза Театральных Деятелей России;
- М. Ю. Угаров — писатель, номинант премии Брукера;
- Е. А. Гремина — драматург;
- Б. А. Дрознин — профессор, заведующий кафедрой пластического искусства Высшего Театрального Училища имени Щукина;
- А. К. Троицкий — музыкальный критик;
- Н. Г. Аллахвердова — кинодраматург;
- М. Л. Князева — культуролог, кандидат искусствоведения;
- Л. Э. Ворожцова — народная артистка России, Екатеринбург;
- А. Михайлов — народный артист Российской Федерации, актёр Малого театра;
- И. А. Уткин — профессор архитектуры;
- Ю. К. Соломонов — театральный критик.

## Бумборамбия-3
Фестиваль проходил в 2000 году с 20 по 27 августа в Кузнецке. Программа фестиваля предусматривала показ 28 постановок, представленных на трибунал зрителей актёрами 24 театров из 12 государств.
В город Кузнецк прибыли уличные труппы из Москвы, Санкт-Петербурга, Ташкента, Риги, Бийска, Карши, Баку, Архангельска, Улан-Удэ, Кишинёва, Таллина, Пензы.
На «Бумборамбии-3» отбирали спектакли для участия во Всемирной театральной Олимпиаде, которая состоится в Москве летом будущего года. Отборочную комиссию возглавлял Вячеслав Полунин.
Фестиваль был условно был разделён на три части: «Восточным базар», «Европейская площадь» и «Славянская ярмарка».
 Мастер-классы:
- по сценической речи — режиссёр и педагог Ника Косенкова.

### Участники фестиваля
Театры России:
- Архангельский областной молодёжный театр (главный режиссёр Виктор Петрович Панов) — народный балаган «Не любо — не слушай»; площадная фантасмагория «Болеро»; фольклорное действо «Царь приехал»;
- Драматический театр «Формальный театр», Санкт-Петербург — фантастическая игра на любовные темы поэзии Возрождения «Orlando Furioso» (режиссёр Андрей Могучий по мотивам поэмы Ариосто);
- Русский традиционный театр кукол «Петрушка», Москва — старинная русская ярмарочная комедия кукол «Петрушка»;
- Муниципальный театр-студия «Бум!», Кузнецк — народный лубок «Не считай рубли — считай песенки» по пьесе М. Бартенева «Про Иванушку-дурачка»;
- Театр драмы и комедии «Фэст», Мытищи — драматический гротеск «Декамерон» по инсценировке новелл Дж. Боккаччо;
- Восточно-сибирская Государственная академия культуры и искусства, Бурятия, Улан-Удэ — театральная фантазия «Дождь снов» по мотивам бурятских сказаний;
- Театр пластической драмы «Человек», Бурятия, Улан-Удэ — танцевально-пластическое действо «Мотыльки» по мотивам восточной эротической поэзии;
- Театральное агентство «Дольмен», Геленджик — уличное представление «Нептуния» по мотивам пьесы К. Гоцци «Ворон»;
- Экс-театр, Москва и  Аларм-театр, Германия, Билефельд — огненная игра «Questio Diabolica» (лат. diabolica quaestio «дьявольский вопрос»);
- Театр «Великаны и куклы», Алтайский край, Бийск — музыкальная сказка «Невесты Змея Горыныча»;
- Пензенский народный фольклорный ансамбль «Реченька» имени заслуженного работника культуры РФ А. Тархова, Пенза;
- Московский театр спортивно-зрелищных представлений «Каскадёр», Москва;
- Дуэт «Комиксы», артисты оригинального жанра.

 Театры СНГ:
- Театр «Воскресение», Украина, Львов — уличные представления «Фиеста Барельефов» и «Святое и грешное»;
- Киевский экспериментальный театр, Украина, Киев — уличная постановка «Марко Пекельный», А. Петров; уличный авангард «Мечты. Карнавал»;
- Театр пластического гротеска «Жест», Белоруссия, Минск — буто-акция «Ёлка У»;
- Фольклорно-этнографический театр имени Иона Крянгэ (режиссёр Сильвиу Сильвиан Фусу), Молдавия, Кишинёв — обрядовое действо свадьбы «Приглашаем на посиделки»;[3]
- Молодёжный театр Узбекистана, Узбекистан, Ташкент — спектакль «Притча о любви дарованной» (по мотивам поэмы Алишера Навои «Язык птиц»);
- Театр-студия «Муколот», Узбекистан, Карши — спектакль «Мы женим Бахтиера!»;
- Театр «Бэрикэби», Грузия, Тбилиси — народное уличное действо «Картины старого Тбилиси»;
- Экспериментальный детский театр «Корпэм» (режиссёр Интигам-Солтан), Азербайджан, Баку — уличный спектакль «Кеса-Кеса» на основе народного фольклора о Наврузе; клоу-шоу «Весёлые клоуны»;
- Кыргызский драматический театр имени С. Ибрагимова, Киргизия, Ош — площадное действо на основе народных игр «Джайлоо» («Перекочёвка»).

Театры Прибалтики:
- Театр-клуб «Гамлет», Латвия, Рига (руководитель Роланд Загорскис) — средневековые мистерии «Играем мистерии»;
- Театр «Мираклис», Литва, Вильнюс — спектакль-память об узнике концентрационных лагерей «Pro memoria St. Stephen str. 7»;
- Таллиннский театр-студия «GROTESK», Эстония, Таллин — музыкальный уличный спектакль «Чиполлино» по мотивам сказки Дж. Родари.

### Совет экспертов
- Вячеслав Полунин — актёр, режиссёр, клоун;
- В. И. Шадрин — исполнительный секретарь Международной Конфедерации Театральных Союзов;
- Алексей Бартошевич — заведующий кафедрой театральной критики Российской Академии Театрального искусства;
- Елена Ушакова — менеджер «Snow Show» театра В. Полунина, актриса;
- Марьяна Корбина — главный специалист управления театров-студий Союза Театральных Деятелей России;
- Нора Кутателадзе — референт Международной Конфедерации Театральных Союзов по творческим связям со станами СНГ, Балтии и Восточной Европы;
- Наталья Табачникова — координатор программы «Уличные театры мира» 3-й Всемирной театральной Олимпиады;
- Ольга Галахова — главный редактор газеты «Да»;
- Алёна Карась — театральный критик;
- Роман Должанский — театральный критик, обозреватель газеты «Коммерсантъ Daily»;
- Борис Минаев — писатель, заместитель главного редактора журнала «Огонёк»;
- Марина Князева — поэт, культуролог;
- Валерий Бегунов — вице-президент благотворительного фонда «Детская театральная инициатива»;
- Н. Г. Аллахвердова — кинодраматург, журналист;
- Ю. К. Соломонов — театральный критик;
- М. Райкина — обозреватель газеты «Московский комсомолец»;
- Е. Васенина — театральный критик, журналист.

## Бумборамбия-4
Фестиваль проходил в 2001 году в Кузнецке и Пензенской области с 23 по 27 августа. На центральной площади Кузнецка имени Ленина была разыграна огненная фантасмагория «Арлекиада»: шумное, радостное площадное действо.
Мы хотим сделать настоящий праздник для кузнечан силами своего театра, без привлечения уличных артистов из других городов, наполнить улыбками и радостью улицы нашего города, весельем, дружескими встречами и хорошим настроением.Калашников А.Н.
Представления начинались в 21:00 с праздничным шествием от медицинского училища и продолжались на площади ярким, огненным феерическим зрелищем.

## Бумборамбия-5
В фестивале приняли участие театры со всей России, в числе которых:
- театр-студия пантомимы «Малиновая гряда» (Нижний Новгород) — «И придёт тишина», «Пражские сумерки»;
- театр пластической драмы "ЧелоВЕК (Улан-Удэ) — «Песни дождя»;
- студия-театр «Манекен» (Челябинск) — спектакль «Клиника»;
- «Балет Евгения Панфилова» (Пермь) — модерн-балет «Блокада»;
- молодёжный театр «Вариант» (Тольятти) — «Я была в доме и ждала, чтобы дождь пришёл»;
- театр «Учёная обезьяна» (Москва) — постановка «Город мышей»;
- театр «Самарская площадь» (Самара) — «Месье де Пурсоньяк» по пьесе Мольера в постановке Евгения Дробышева;
- театр-студия «Бум!» (Кузнецк);
- театр ритмо-пластики «Преображение» (Нижний Новгород);
- Московский Открытый Студенческий театр (МОСТ) МГУ им. М. Ломоносова (Москва);
- танцевальная команда «Киплинг» (Екатеринбург);
- детский музыкальный театр (Вологда);
- детская хореографическая школа (Мичуринск);
- цирковая школа (Пенза, руководитель Владимир Скобликов);
- модерн-команда «Киплинг» (Екатеринбург);
- коллектив «Провинциальные танцы» (Екатеринбург).

«Особенностью и уникальностью этого фестиваля станет объединение в нем и пластической драмы, и клоунады движения, и классического балета, и современного танца. А показателем качества станут лауреаты и номинанты главной театральной награды России «Маска», которые приедут удивить своим искусством кузнечан».Калашников А.Н.
Особо отложилось в памяти выступление театра-студии «Вариант». Центром необычного танца-ожидания под названием «Я была в доме и ждала, чтобы дождь пришёл» стал большой кусок ткани, которым героини были связаны в одно целое. Знаменитая балетная труппа Евгения Панфилова из Перми показала свой модерн-балет «Блокада». Жёсткий материал и мощное исполнение дали возможность восхититься этим коллективом, который даже после смерти своего руководителя и постановщика не распался и продолжает выступать под его именем.
.
Ожидавшийся приезд великого комика Вячеслава Полунина не состоялся. Он гастролировал в Москве и не смог приехать на фестиваль в Кузнецк.

## Бумборамбия-6
В 2005 году с 21 по 27 марта в Кузнецке прошёл традиционный международный фестиваль театров СНГ и стран Балтии «Бумборамбия-6».
На этот раз в фестивале все спектакли объединило то, что они поставлены по произведениям классиков мировой драмы, но прочтённые на современном языке..
Фестиваль молодёжных театров прошёл в год десятилетия фестиваля «Бумборамбия». За 10 лет существования этого уникального театрального форума на сценах Кузнецка выступили 128 театральных коллективов. Город открыл для себя такие виды театрального искусства, как уличный площадной театр, театр пластики и пантомимы, театр современного и классического балета, драматическое искусство.
На «Бумборамбию-6» съехались театры:
- театр «Самарская площадь», Самара — спектакль «Олигарх» по пьесе «Не всё коту масленица» А. Островского;
- Театр «Балет Евгения Панфилова», Пермь — хореографии «Восемь Русских песен» и «Вальсы для помутнённых рассудков»;
- театр «ЧелоВЕК», Омск — пластическая фантазия «Анаморфоза шута» и спектакль-телосозерцание «Песни дождя», И. Григурко;
- модерн-команда «Киплинг», Екатеринбург — модерн-балет «Не Жизель», Бизе — Щедрин;
- «Театр Доктора Дапертутто» центра театрального искусства «Дом Мейерхольда», Пенза — спектакли по мотивам пьесы У. Шекспира «Зимняя сказка» и «Турандот, принцесса китайская» К. Гоцци;
- театр-студия «Бум!», Кузнецк — совершенно невероятная история «Женитьба» (по пьесе Н. В. Гоголя)
- «Класс-Центр» музыкально-драматического искусства, Москва — музыкальная история «Правда, мы будем всегда?»;
- Новый арт-театр «Я сам — артист», Москва — деревенский сериал «Аве, Мария Ивановна», Д. Калинин;
- Азербайджанский государственный театр юного зрителя, Баку — драма «Сожжённые дневники» по пьесе И. Эфендиева;
- Белорусский республиканский театр юного зрителя, Минск — застолье «Маленькие трагедии», А. Пушкин;
- Московский Открытый Студенческий театр (МОСТ) МГУ им. М. Ломоносова, Москва — музыкальное ревю «Аэропорт»;
- «Центр драматургии Казанцева», Москва — драма «Не про говорённое», М. Покрасс.[6]

Экспертный совет фестиваля:
- И. Рутберг — заслуженный деятель искусств Российской Федерации, профессор РАТИ;
- Н. Г. Аллахвердова — кинодраматург;
- М. Князева — профессор МГУ;
- А. Зорина — ответственный секретарь Российского центра AITA;
- Б. Минаев — писатель, заместитель главного редактора журнала «Огонёк»;
- М. Угаров — драматург, режиссёр;
- Ю. Пронин — заслуженный артист России, лауреат Государственной премии России;
- О. Пронина — актриса;
- А. Кулаковский — театральный художник;
- В. Брусс — театральный композитор;
- Е. Ворошилова — журналист программы «Культура».

Участники шестой «Бумборамбии» показывали свои работы на трёх площадках одновременно.
Завершился театральный праздник 27 марта творческим вечером, посвящённым 25-летию со дня основания театра-студии «Бум!».
…Ну, наконец-то, дали третий звонок – даже не верится! И на что только способно человеческое терпение, когда обещают показать «зрелище»! На сцене в кромешной темноте один за другим появляются люди со свечами и криками: «Где же ты, Бумбарашка?!» Актёров на сцене все больше и больше, и вот, наконец, зажигают свет и появляется Он – пропащий символ фестиваля Бумбарашка. Затем слово предоставили как никогда лаконичному мэру Кузнецка В.В.Костину, после чего на сцене с криком «Мочить Костина!» появился сам Калашников. А потом зрителей поприветствовали один за другим все театры, но каждый это сделал по-своему, в своём неповторимом амплуа.
Фестивальную программу во втором отделении открыл номинант национальной премии «Золотая маска» театр «ЧелоВЕК» из Омска постановкой Григурко «Анаморфоза шута». Это пластическая фантазия, навеянная картинами Сальвадора Дали. Одно напоминание о Дали уже вызывает в воображении какие – то нереальные, бессмысленные внешне, но глубоко идейные мысли и ассоциации. Если честно, то название очень трудно связать с самой постановкой. В ней поразительно всё: и музыка, и свет, и невероятные костюмы, и необычная пластика, и бессвязные образы, и фантастические картины – всё это смешивается и в целом рождает какую–то новую реальность и вечный смысл. Описать это невозможно, как невозможно дать определение души. Все это слишком тонко, чтобы быть написанным на бумаге. Это надо видеть.